# أنقليس ثعباني أسود النقاط
أنقليس ثعباني أسود النقاط (الاسم العلمي: Quassiremus ascensionis) هو نوع من الأنقليس، يتبع فصيلة الأنقليس الثعباني.